# Montsûrs
Montsûrs è un comune francese di 2 138 abitanti situato nel dipartimento della Mayenne nella regione dei Paesi della Loira.
I 1º gennaio 2019 confluisce nel nuovo comune di Montsûrs.

## Società

### Evoluzione demografica
Abitanti censiti